# Cecilie Hollberg
Cecilie Hollberg (Soltau, 26 aprile 1967) è una storica tedesca.
È stata direttrice della Galleria dell'Accademia di Firenze per due mandati.

## Biografia
Cecilie Hollberg ha studiato storia, tedesco, scienze politiche e italiano a Roma, Monaco e, con Hartmut Boockmann, a Gottinga. 
Ha conseguito il dottorato in storia medievale nel 2000 presso l'Università Georg-August di Gottinga con Ernst Schubert.
Hollberg ha assunto la direzione dello Städtisches Museum Braunschweig nel 2010, che è stato riaperto nel 2012 dopo la ristrutturazione.
Nell'agosto 2015 è stata nominata direttrice della Galleria dell'Accademia di Firenze, come unica donna straniera a dirigere un museo statale italiano.
Tra i suoi risultati c'è stato l'aumento del numero di visitatori, che sono arrivati a superare i 1,7 milioni, segnando un incremento del 22% rispetto ai 1,4 milioni registrati nel 2015, e il recupero di oltre 50.000 euro per un uso improprio dell'immagine del David di Michelangelo a scopi commerciali.
È stata licenziata dall'incarico il 22 agosto 2019, per poi essere reintegrata nel 2020, fino alla naturale scadenza nel 2024.